# Tetraplasia
Tetraplasia es un género de foraminífero bentónico considerado un sinónimo posterior de Triplasia de la subfamilia Flabellammininae, de la familia Lituolidae, de la superfamilia Lituoloidea, del suborden Lituolina y del orden Lituolida. Su especie tipo era Tetraplasia georgsdorfensis. Su rango cronoestratigráfico abarcaba el Jurásico inferior y medio.

## Discusión
Clasificaciones previas hubiesen incluido Tetraplasia en el suborden Textulariina del orden Textulariida, o en el orden Lituolida sin diferenciar el suborden Lituolina.

## Clasificación
Tetraplasia incluía a la siguiente especie:
- Tetraplasia georgsdorfensis †
- Tetraplasia quadrata †